# Macário (peça de teatro)
Macário é uma peça teatral escrita por Álvares de Azevedo. O livro foi publicado em 1852 e denuncia questões sociais. Este livro apresenta muitas características do Romantismo, movimento literário da época. Através da obra, revela sentimentos presentes nos românticos através de fatos vivenciados pelos personagens.

## Enredo
No primeiro ato, Macário, vindo de viagem, chega a uma taverna para pernoitar, onde conhece um estranho que revela ser Satã e o leva a uma cidade devassa. Macário acorda na taverna com a atendente reclamando sobre ele ter dormido comendo; ele acredita ter sonhado, porém ambos vêem pegadas de cabra queimadas no chão do quarto.
O segundo ato se passa na Itália. Além de Macário, outros estudantes entram em cena, confusos, melancólicos e em busca de um amor virginal. Penseroso, amigo de Macário, estava muito feliz com um amor que estava vivendo, mas após algumas conversas melancólicas com seu amigo acaba por suicidar-se. Não só Satã, mas o próprio Macário, que estabelece contato com ele, perverte os jovens ao seu redor. A peça acaba com Macário sendo levado por Satã a observar pela janela um encontro de 5 amigos em uma taverna devassa, em um prenúncio da obra Noite na Taverna.
Essa hipótese do prenúncio está em um importante ensaio de Antonio Candido, "A educação pela noite". Outro importante estudo sobre o livro é "Macário, ou do drama romântico em Álvares de Azevedo", de Andréa Sirihal Werkema.